# Portrait de madame de Verninac
Le portrait de madame de Verninac est un tableau peint par Jacques-Louis David en 1799. Contemporain des Sabines, il représente madame Raymond de Verninac née Henriette Delacroix sœur du peintre Eugène Delacroix.

## Provenance
Propriété du modèle Henriette de Verninac, née Delacroix, jusqu'à sa mort en 1827, le portrait est légué à son fils Charles de Verninac (1803-1834), qui pour des raisons financières le dépose chez un prêteur sur gage. En 1831 le tableau est récupéré par Eugène Delacroix, qui le lègue en 1863 à sa cousine Mme Duriez née Zélie de Verninac. Le tableau appartient ensuite à la collection de Carlos de Beistegui, et fait partie de la donation du collectionneur au Louvre sous réserve d'usufruit,  en 1942. Il entre au musée en 1953 (numéro d'inventaire RF 1942-16).

## Description
La toile mesure 143 cm de hauteur sur 110  cm de largeur, ce qui correspond à un format de 80 Figure. L'espace se résume à un mur  gris uni délimité par une plinthe, et un sol dont on perçoit le carrelage. Sur ce fond nu se détache la figure d'Henriette de Verninac âgée à l'époque de dix-sept ans. Elle est assise légèrement tourné vers sa gauche, sur une chaise de style Directoire en acajou décorée de rinceaux et palmettes en bronze et recouverte d'un drap rouge. Sa main droite est appuyée sur le rebord du dossier, son bras gauche posé sur sa cuisse, son visage est de face. Elle est vêtue d'une robe blanche à l'antique qui rappelle celle que porte Hersilie dans les Sabines, et elle est ceinte d'une écharpe de soie qui retombe sur ses jambes. Le tableau est signé en bas à gauche sur la plinthe, David f. bat. Anno septimo R.G..

## Inspiration et influences

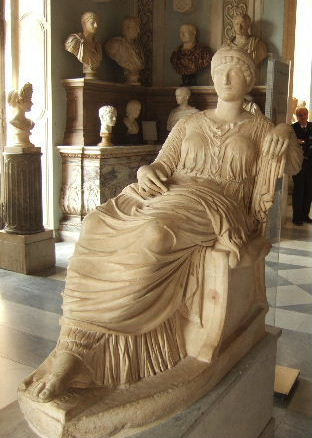
Statue d'Agrippine assise (musée du Capitole Rome)

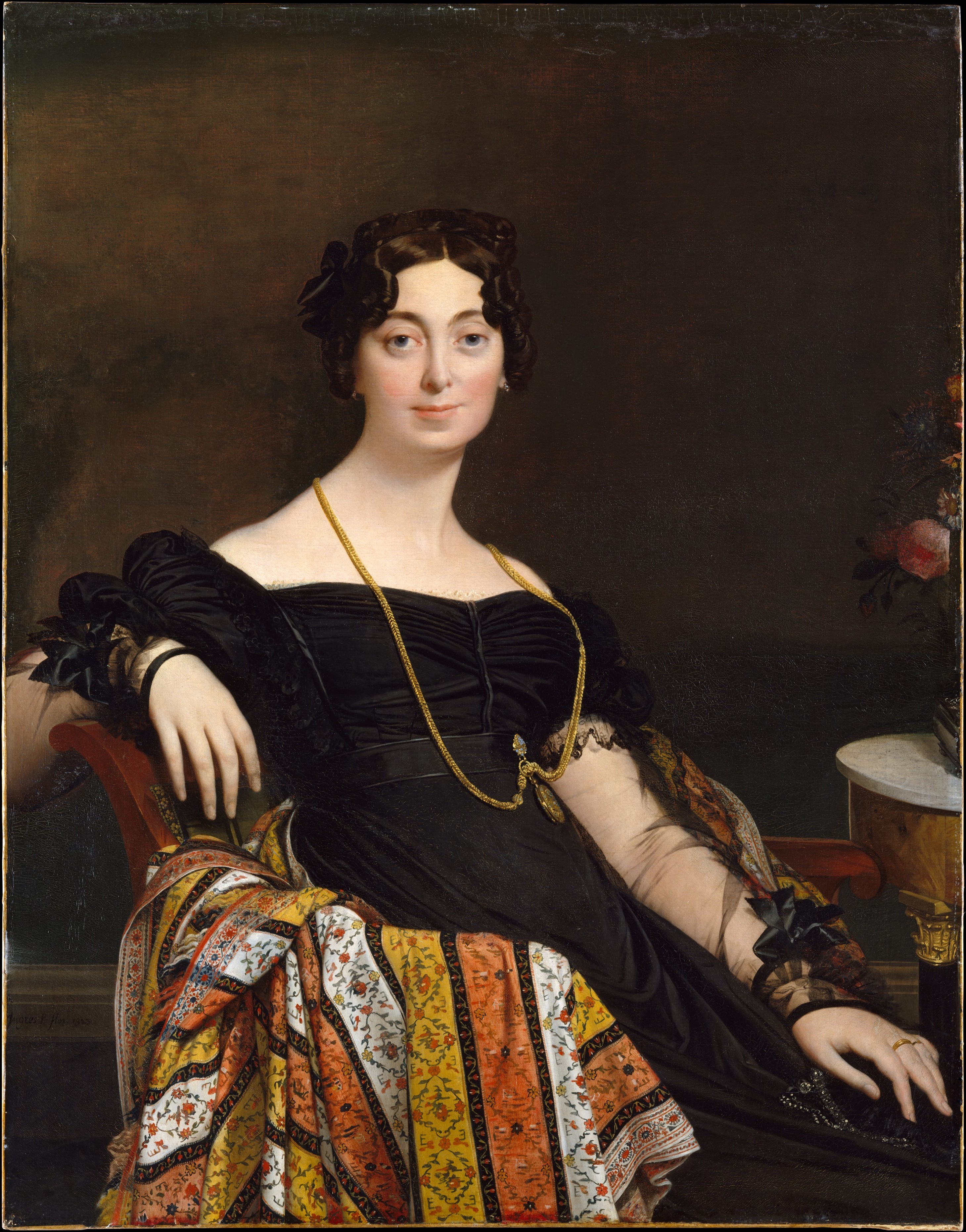
Jean-Auguste-Dominique Ingres Portrait de madame Leblanc Metropolitan Museum of Art

La posture d'Henriette de Verninac est inspiré de la statue d'Agrippine assise du musée du Capitole(depuis identifiée comme une représentation de l'impératrice Hélène). Cette attitude avait déjà été reprise par David pour son Portrait de la marquise d'Orvilliers daté de 1790. Dans ce tableau, la référence à la statue du Capitole est renforcée par le caractère antique du portrait. François Gérard s'inspira de la pose d'Henriette de Verninac pour son Portrait de madame Récamier, un autre élève de David,  Ingres, reprend aussi cette posture pour son Portrait de madame Françoise Leblanc.

## Exposition
Le portrait fit l'objet d'une exposition intitulée Henriette de Verninac – De David à Delacroix au Musée national Eugène-Delacroix du 17 novembre 2006 jusqu'au 19 février 2007.